# Елзе Френкел-Брънсуик
Елзе Френкел-Брънсуик (на немски: Else Frenkel-Brunswik) е австрийски психолог и психоаналитик.

## Биография
Родена е на 18 август 1908 година в Лвов, днес Украйна. Тя е втората от трите дъщери на еврейския бизнесмен Абрахам Френкел, собственик на огромен магазин и съпругата му Хелена Френкел. След завършване на гимназия през 1926, учи математика и физика, а след това психология в Университета на Виена и е обучена за психоаналитик. След като завършва през 1930 г. става сътрудник на Карл и Шарлоте Бюлер в Психологическия институт на същия университет. Поради аншлуса на Австрия с Германия през 1938 г. тя е принудена да напусне в посока САЩ. Същата година се омъжва за Егон Брънсуик.
Умира на 31 март 1958 година в Бъркли на 49-годишна възраст.